# Музей Вальрафа-Рихарца
Музей Вальрафа-Рихарца (нем. Wallraf-Richartz-Museum & Fondation Corboud) в Кёльне — одна из крупных картинных галерей Германии. Музей располагается в построенном в 2001 году здании Музея города Кёльна и хранит самую крупную в мире коллекцию средневековой живописи, в частности, кёльнской школы живописи, а также обширное собрание графики.

## История
В 1827—1860 годах в Кёльне по адресу Транкгассе 7 размещался Вальрафиум, давший впоследствии начало многим музеям Кёльна, университетской и городской библиотекам и историческому архиву. Названием он был обязан учёному, канонику и ректору Кёльнского университета Фердинанду Францу Вальрафу, который передал в дар городу своё обширное собрание «рукописей, документов, печатей, оттисков и книг, картин и гравюр, монет и сосудов, древностей и многого другого»,сформировавших основу музея.

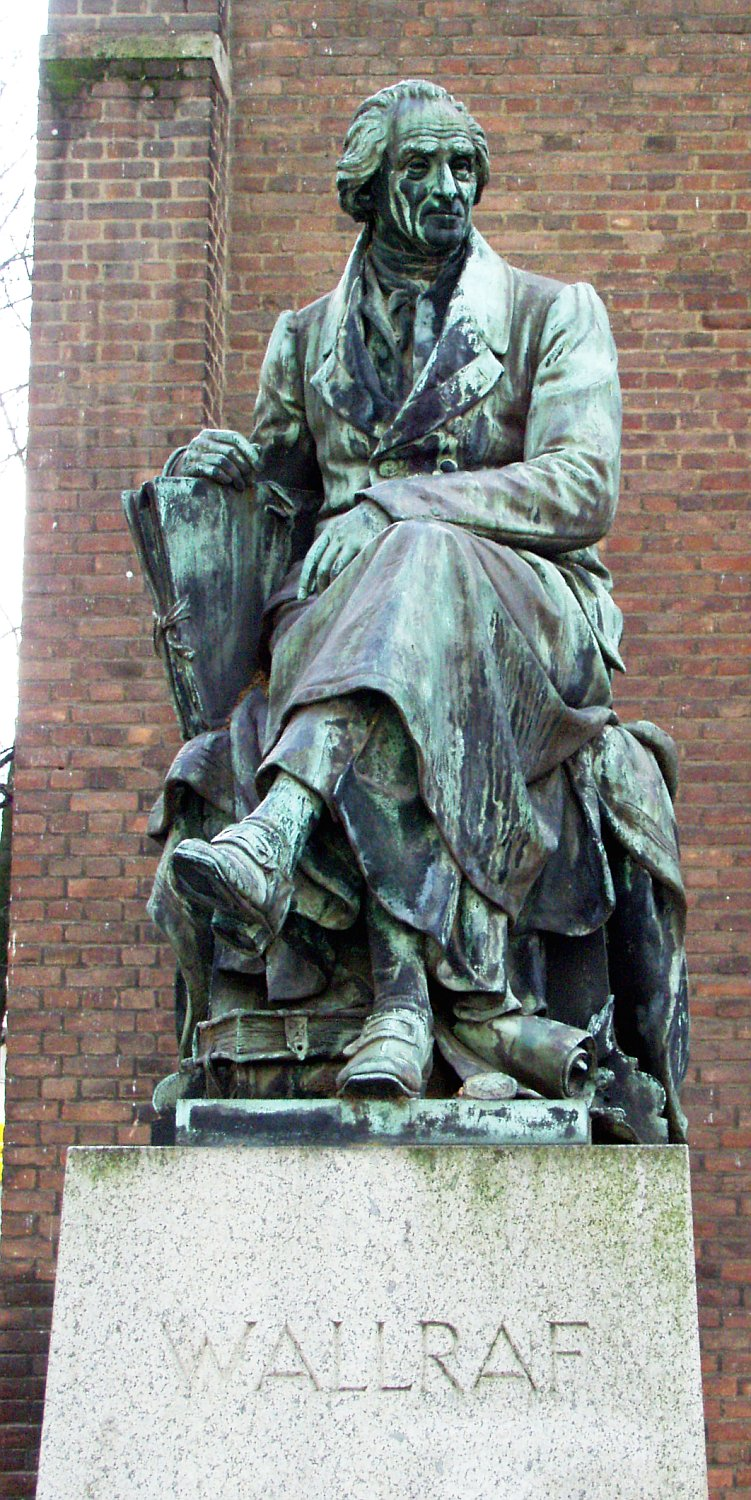
Памятник Фердинанду Францу Вальрафу перед кёльнским Музеем прикладного искусства

В 1851 году кёльнский коммерсант Иоганн Генрих Рихарц пожертвовал 232 тыс. талеров на строительство в Кёльне музейного здания. Музей Вальрафа-Рихарца открылся 1 июля 1861 года в здании, построенном по проекту кёльнского зодчего Эрнста Фридриха Цвирнера на территории бывшего монастыря миноритов уже после смерти Рихарца.

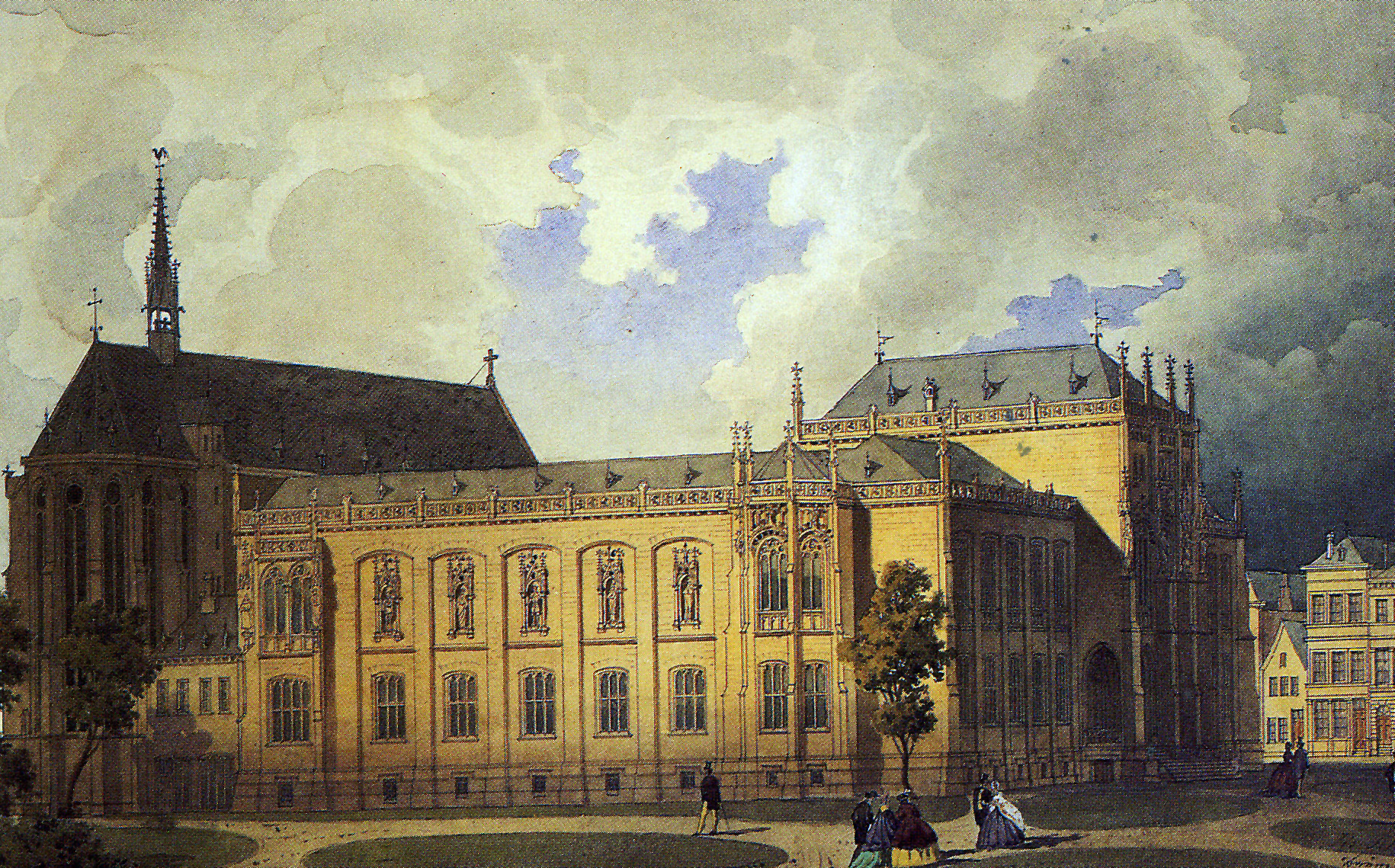
Первое здание Музея Вальрафа-Рихарца 1861 года

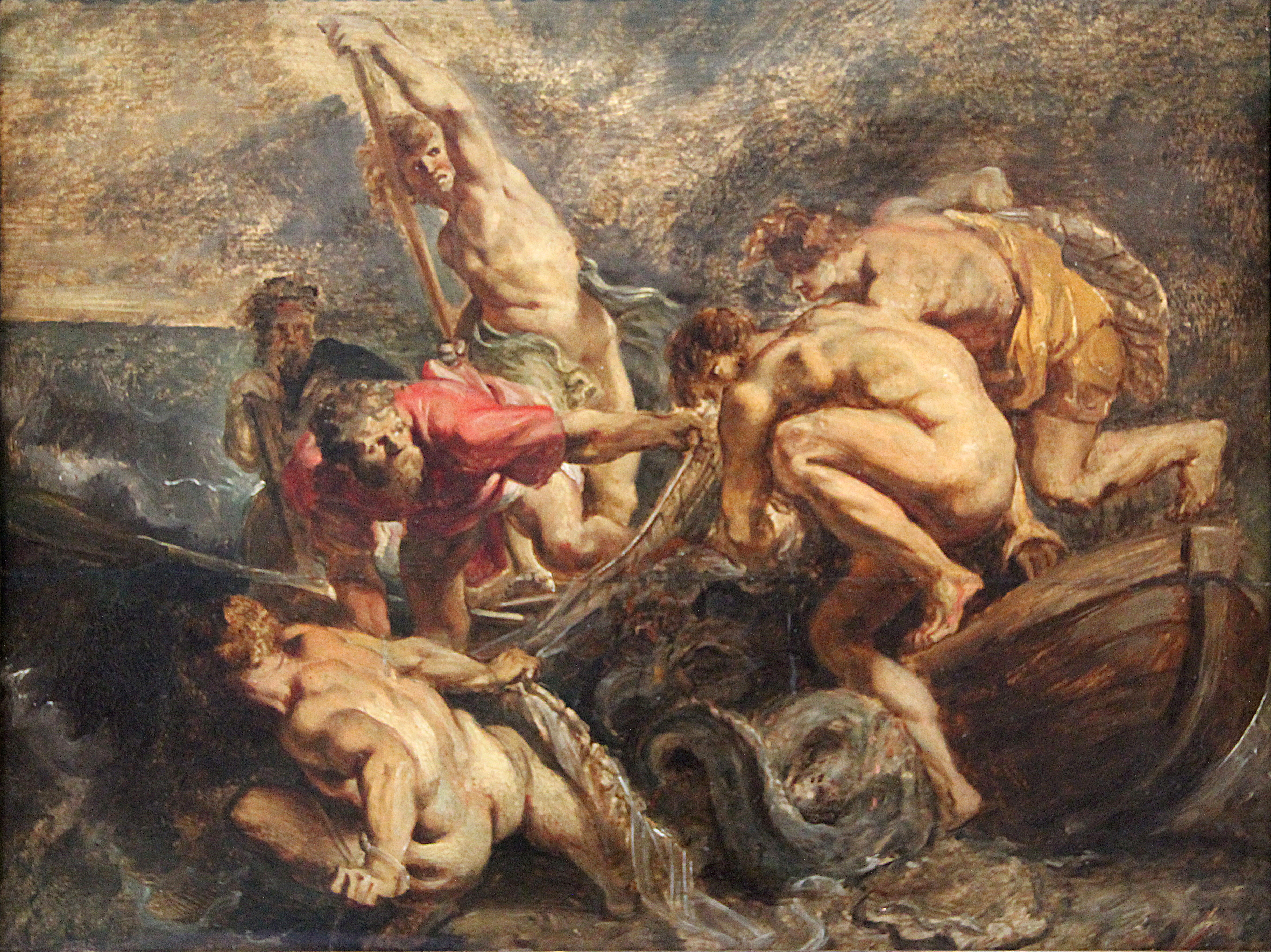
Рубенс, Питер Пауль. «Чудесный улов», 1610

В период между 1941 и 1945 годами директор музея Отто Х. Ферстер продал не менее 105 картин старых мастеров из музейных запасников коллекционеру и арт-дилеру Хайнцу Кистерсу. На вырученные деньги директор планировал приобрести работы современных художников, которые ему были предложены во время немецкой оккупации Парижа и Амстердама.
Во время Второй мировой войны здание музея было разрушено. На его месте в 1956 году было построено новое музейное здание, которое в настоящее время занимает Музей прикладного искусства. Спустя десять лет туда переехала коллекция поп-арта Петера Людвига, и тем самым экспозиционные возможности здания оказались исчерпаны. В 1986 году Музей Вальрафа-Рихарца и новый Музей Людвига переехали в новое здание недалеко от Кёльнского собора. Петер Людвиг и его супруга Ирена продолжали приобретать новые произведения искусства, Петер Людвиг также передал в получивший его имя музей свою коллекцию работ Пикассо. Ещё до смерти Людвига было принято решение о том, что Музей Вальрафа-Рихарца займёт новое здание недалеко от Музея Людвига.
19 января 2001 года открылось новое здание Музея Вальрафа-Рихарца, обосновавшееся приблизительно в том месте, где когда-то находилась мастерская Стефана Лохнера.
В здании в форме куба между ратушей и Гюрценихом по проекту архитектора Освальда Матиаса Унгерса на площади в 3 500 кв. м. разместились экспозиции графики и живописи, охватывающие период от Средних веков до XIX в. После того, как в 2001 г. швейцарских коллекционер Жерар Корбо передал в музей на длительное пользование своё собрание импрессионистов, музей носит официальное название «Музей Вальрафа-Рихарца & Фонд Корбо».

## Коллекция

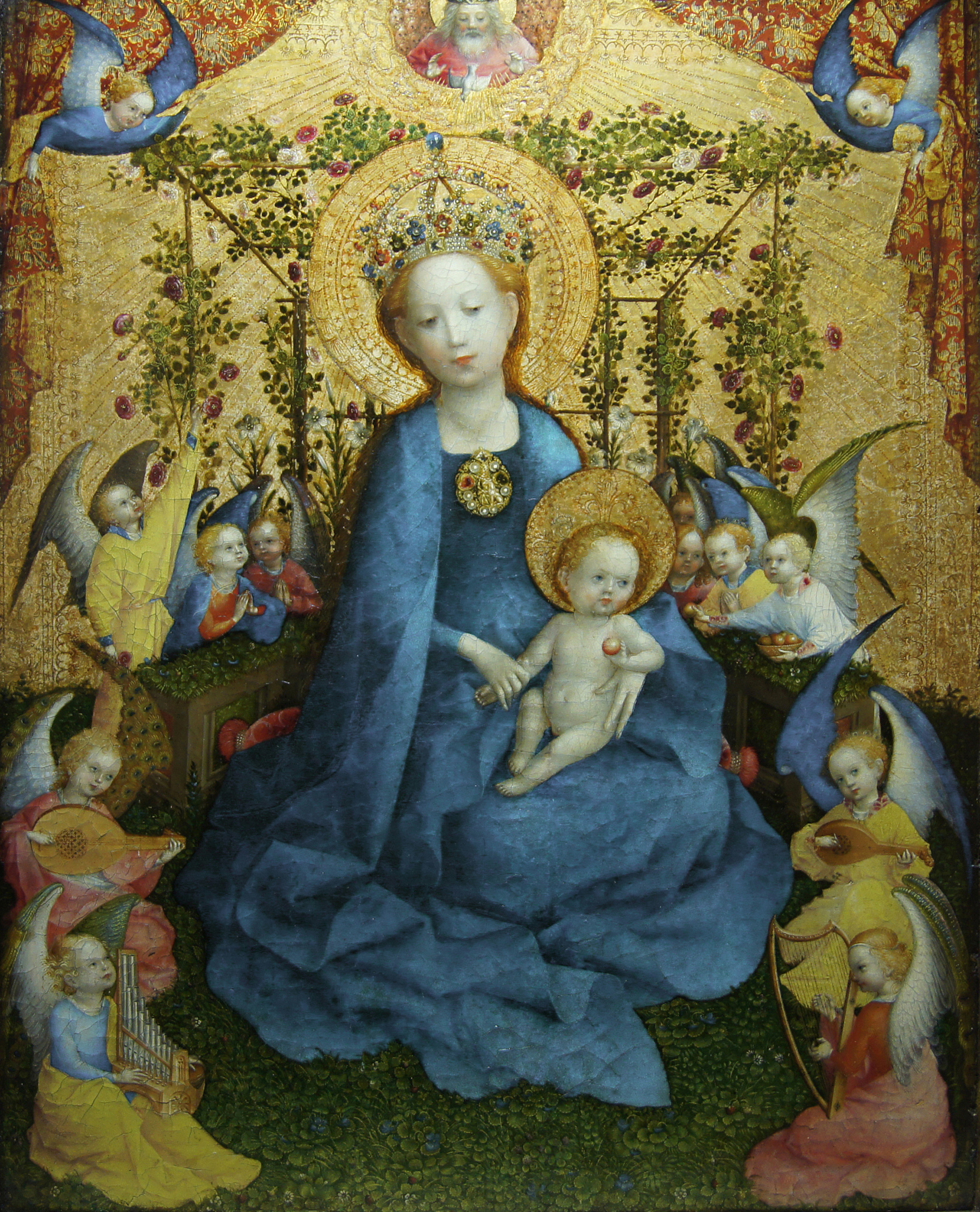
Стефан Лохнер. Мадонна в розах. Ок. 1448

В Музее Вальрафа-Рихарца хранится одна из крупнейших коллекций средневековой живописи. Ни в одном другом городе не сохранилось такой большой коллекции средневековых картин благодаря тому, что Кёльн миновали крупные пожары и иконоборцы. Во время секуляризации основатель музея Фердинанд Франц Вальраф собирал алтарные картины, которые стали основой средневекового отдела музея. С этой коллекцией произведений мастеров кёльнской школы может сравниться лишь коллекция Старой пинакотеки в Мюнхене. В коллекции музея можно увидеть работы Стефана Лохнера, Мастера св. Вероники, Мастера св. Лоренца, Мастера легенды о Георгии, Мастера Бартоломеуса, Мастера Прославления Марии, Мастера св. Северина, Мастера легенды об Урсуле и других представителей кёльнской школы живописи.
Отдел барокко великолепно отражает разнообразие искусства после 1550 года. Структура коллекции с акцентом на живописи северных Нидерландов достаточно неоднородна. Наиболее известные экспонаты — произведения Рембрандта, Мертена ван Хеемскерка, Геррита ван Хонтхорста, Яна Викторса, Франсуа Буше, Париса Бордоне, Питера Пауля Рубенса и Антониса ван Дейка.
На примере экспонатов в отделе XIX века можно проследить развитие искусства в XIX в. Немецкие художники, творившие в Риме в конце XVIII в., представлены Якобом Филиппом Хаккертом, Иоганном Кристианом Рейнхартом, Йозефом Антоном Кохом. В музее представлены ранние и поздние романтики Каспар Давид Фридрих, Карл Блехен, Герхард фон Кюгельген и назарейцы Эдуард Бендеман, Юлиус Шнорр фон Карольсфельд. Их дополняет большая коллекция работ кёльнского художника Вильгельма Лейбля, произведения Гюстава Курбе и Макса Либермана и символисты Арнольд Бёклин, Франц фон Штук, Марианна Стоукс, Джеймс Энсор, Эдвард Мунк. Вошедшая в экспозицию музея коллекция Фонда Корбо демонстрирует произведения позднего импрессионизма. В отделе XIX в. также представлены скульптурные работы Гудона, Рудольфа Шадова, Пьера-Огюста Ренуара и Огюста Родена.
Фонды собрания графики охватывают 75 000 произведений на бумаге, среди которых изысканные миниатюры на пергаменте, уникальных набросков и рисунков красками на бумаге и картоне, ряд эскизных альбомов и многочисленная печатная графика в различных техниках.

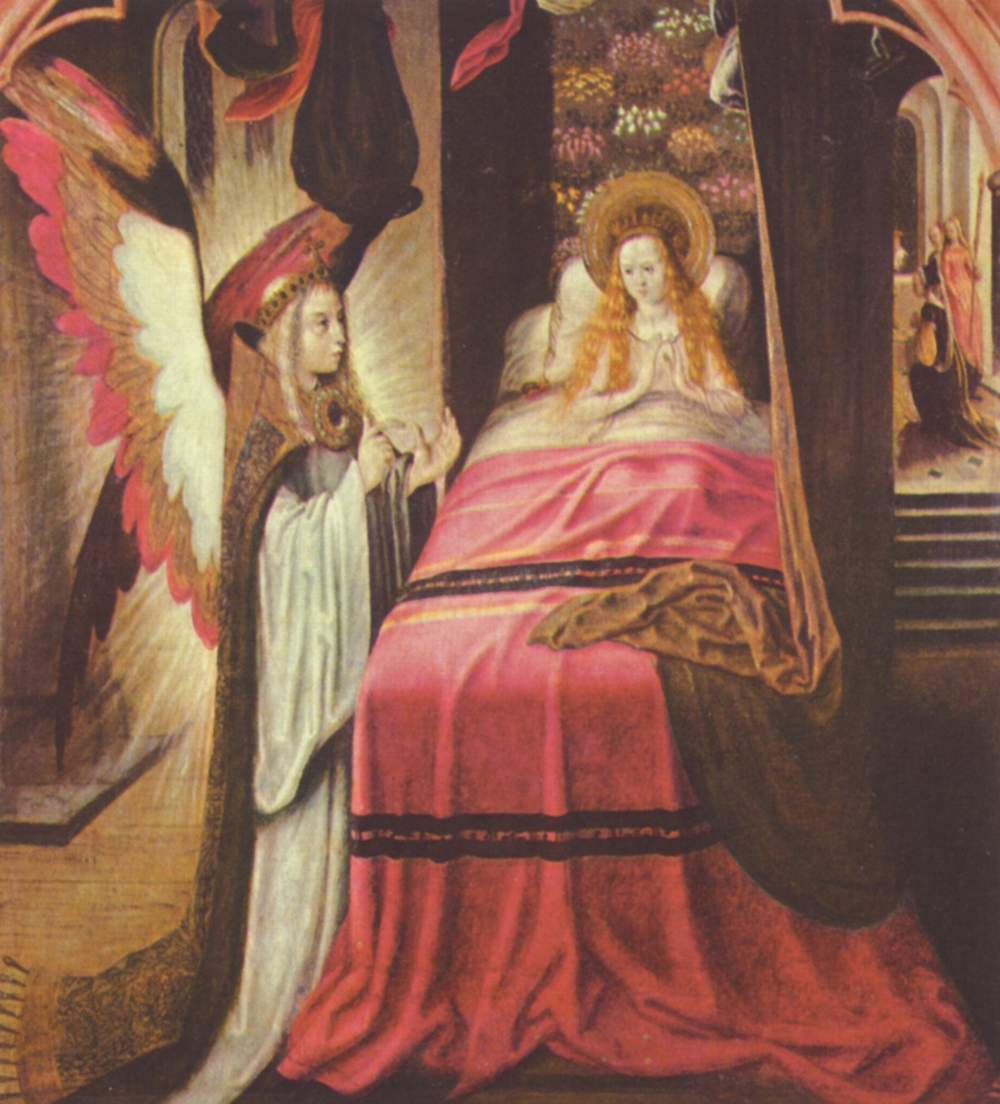
Мастер легенды Урсулы. Явление ангелов. Ок. 1500
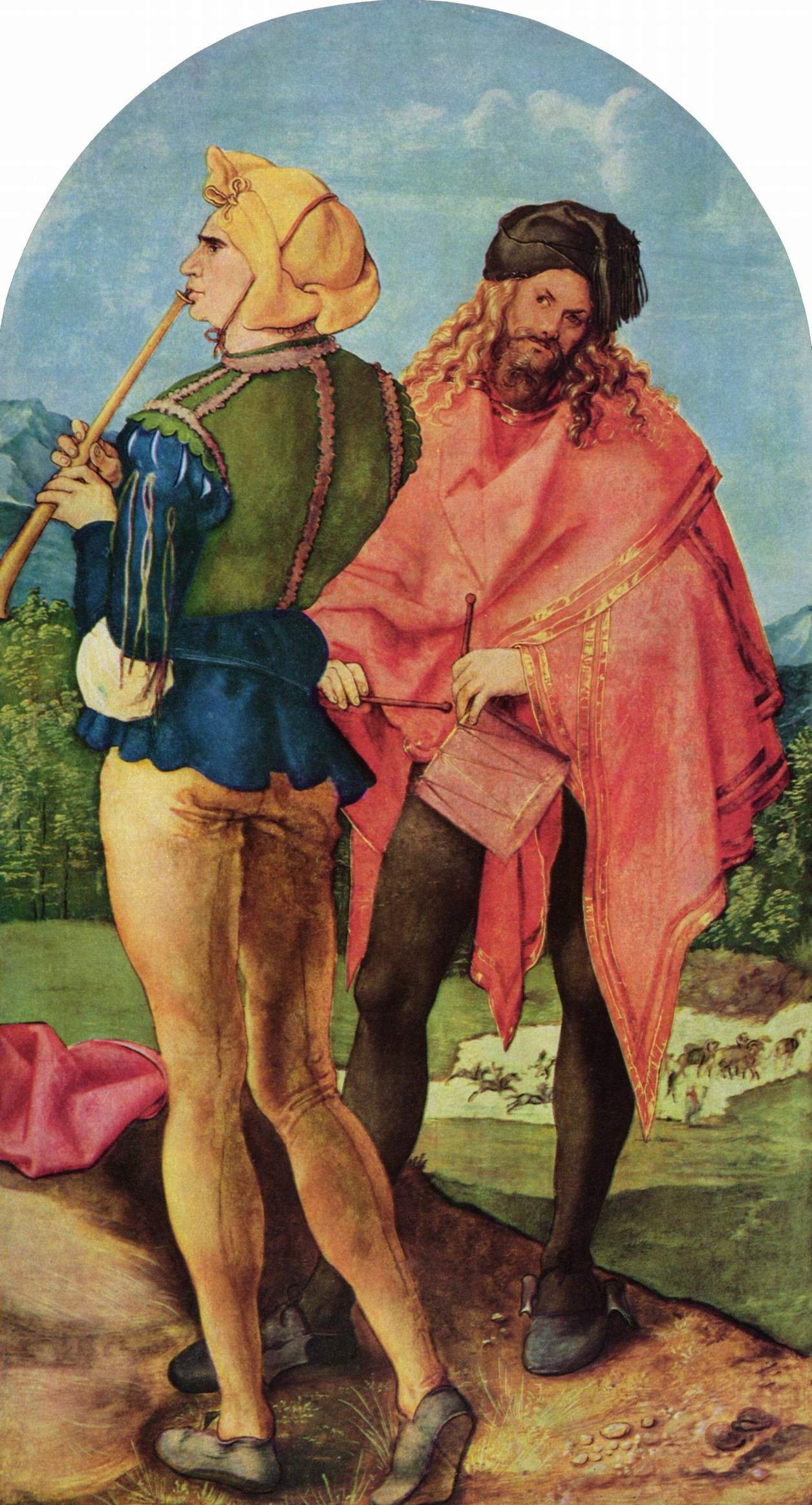
Альбрехт Дюрер. Барабанщик и флейтист. Ок. 1504
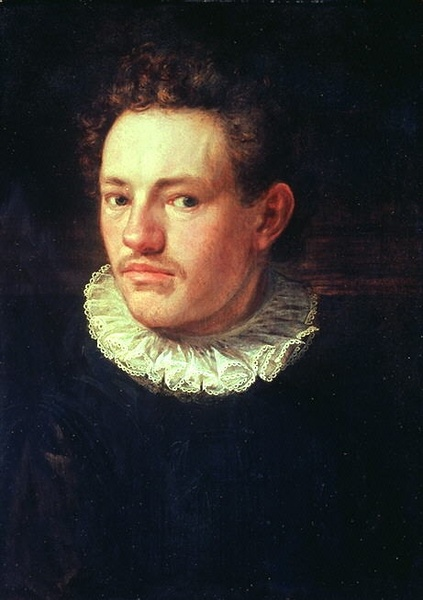
Ханс фон Аахен. Автопортрет. Ок. 1574
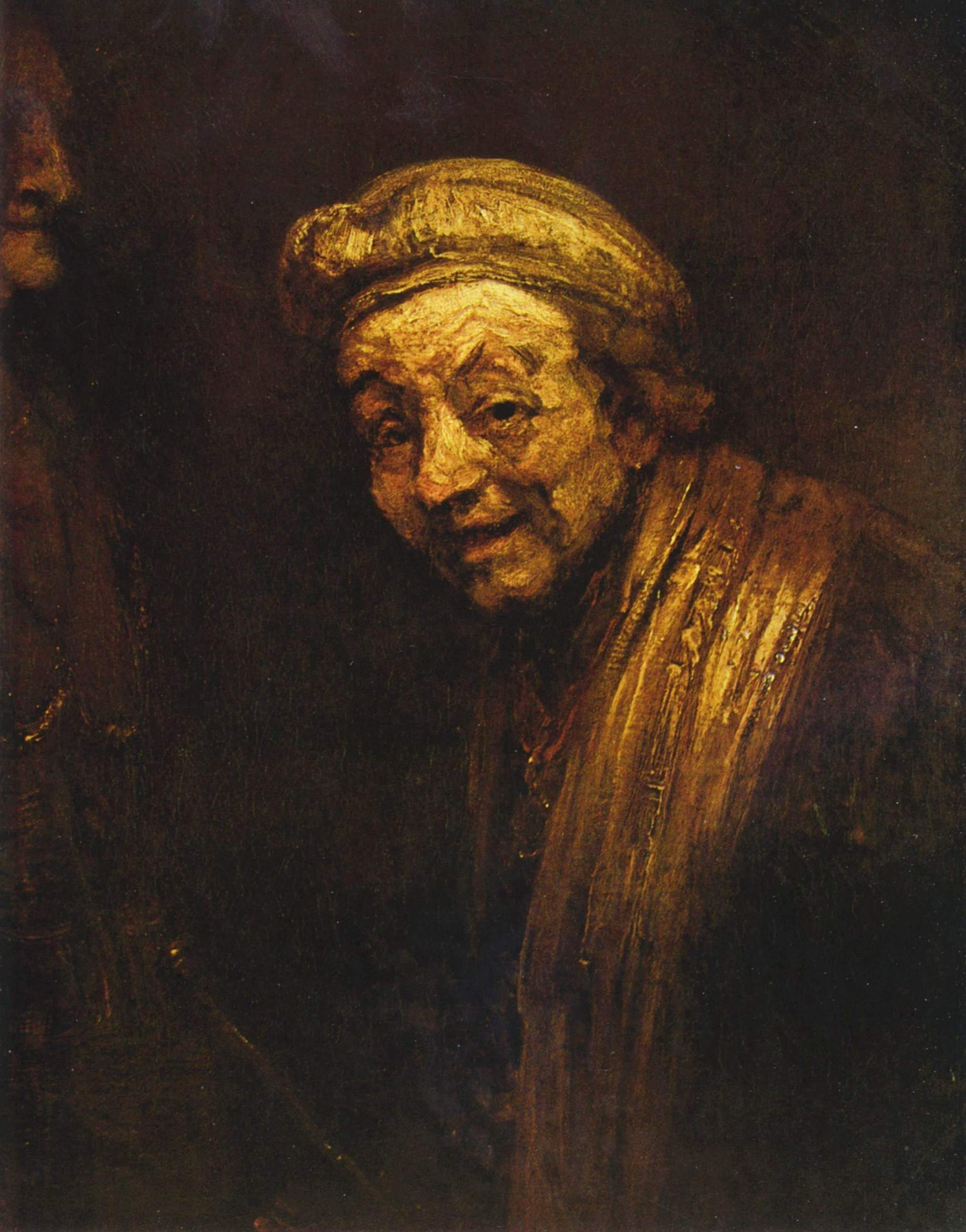
Рембрандт. Автопортрет в образе Зевксиса. Ок. 1669
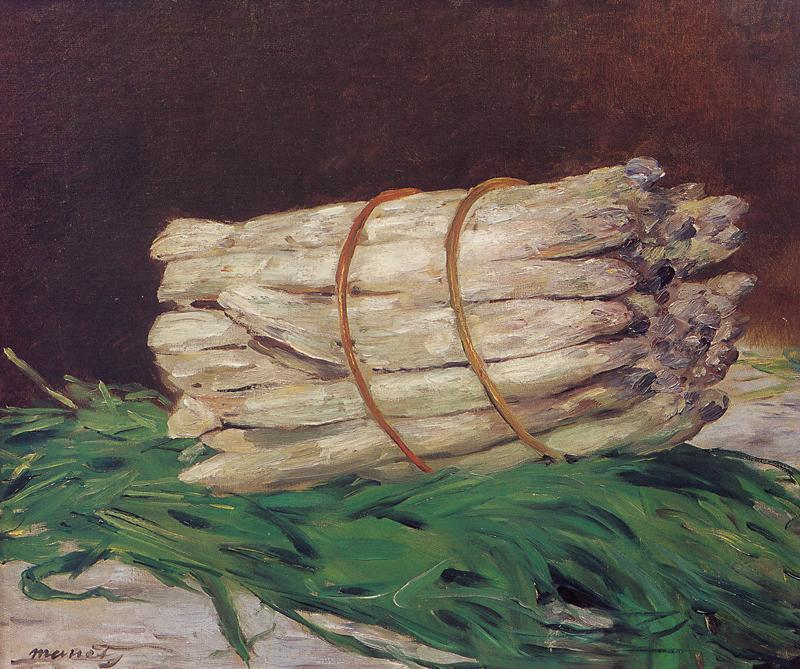
Эдуар Мане. Пучок спаржи. 1880
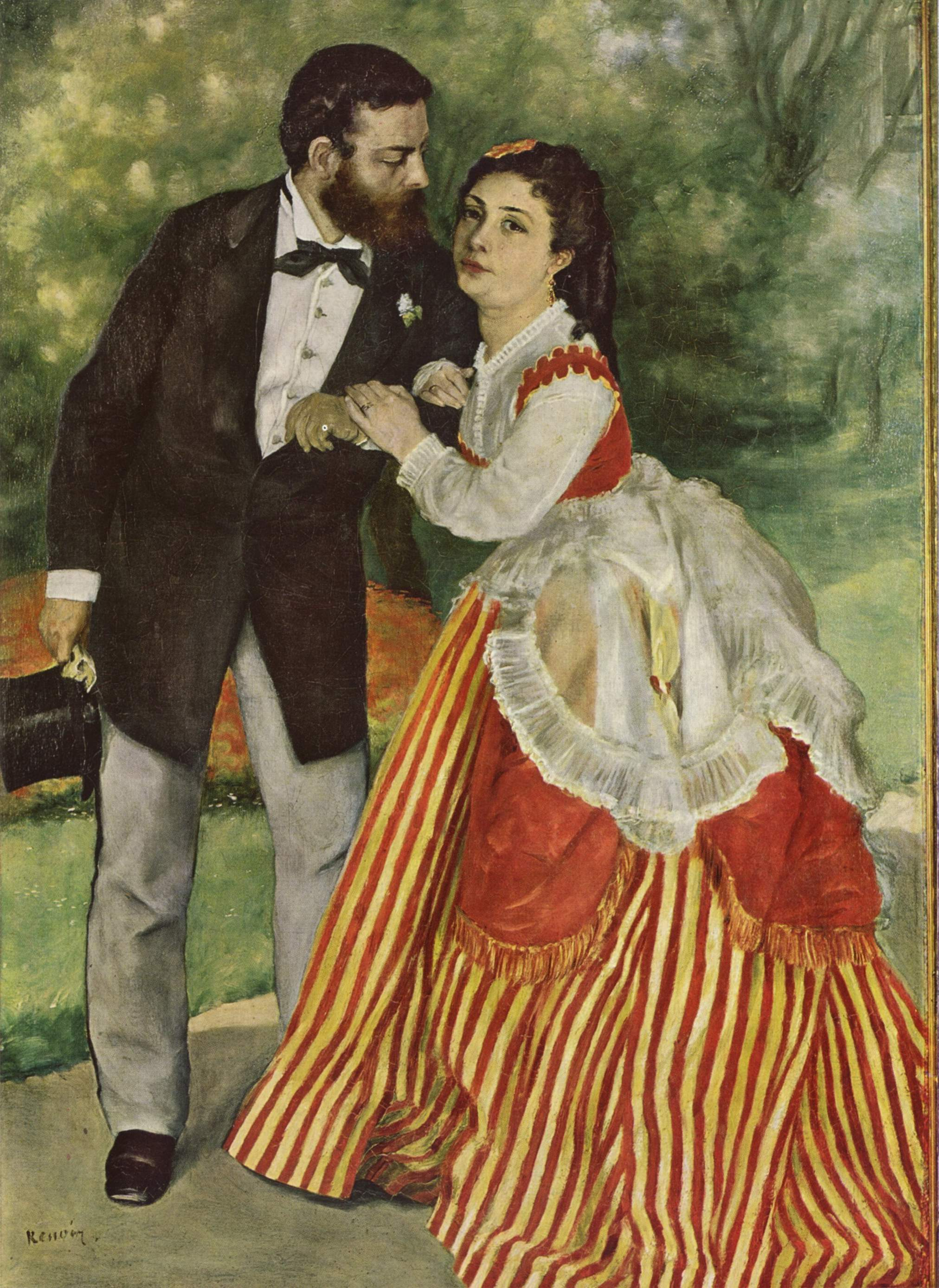
Пьер-Огюст Ренуар. Портрет четы Сислей. 1868
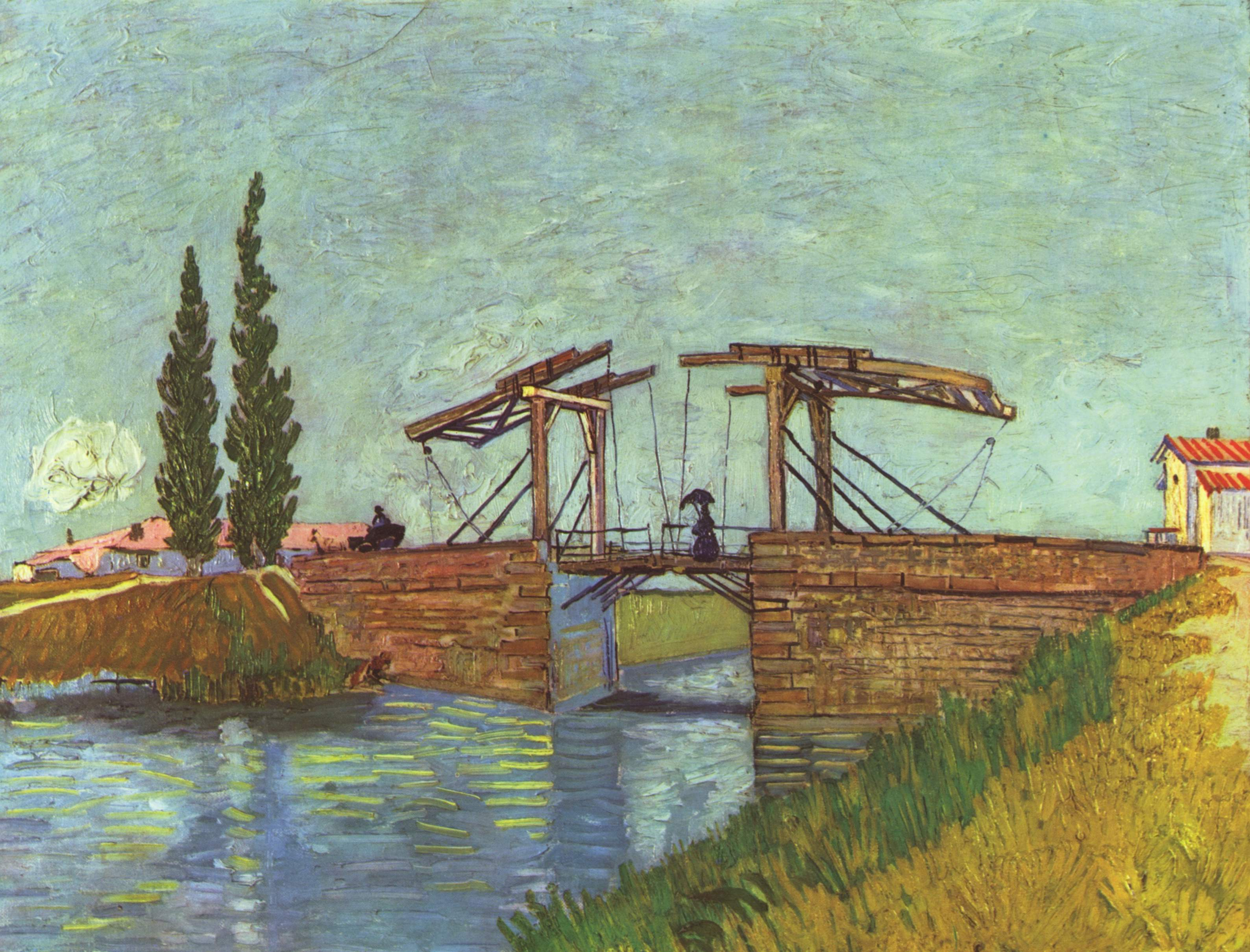
Винсент ван Гог. Мост в Арле. 1888
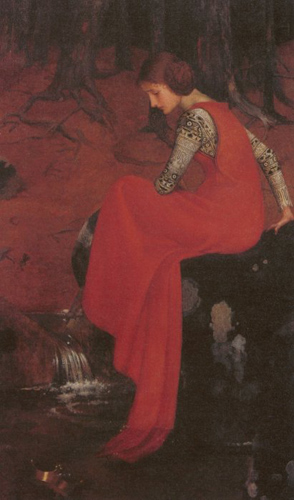
Марианна Стоукс. Мелисанда. 1895 −1898